# Hemocel stawonogów
Hemocel – mieszana jama ciała (miksocel) u stawonogów (Arthropoda) i pazurnic (Onychophora). Hemocel powstaje w rozwoju zarodkowym.